# Mongoliet i olympiska vinterspelen 1992
Mongoliet deltog med 4 deltagare vid de olympiska vinterspelen 1992 i Albertville. Ingen av landets deltagare erövrade någon medalj.